# دربسدورف
دربسدورف (به آلمانی: Drebsdorf) یک منطقهٔ مسکونی در آلمان است که در Südharz واقع شده‌است. دربسدورف ۱۰۸ نفر جمعیت دارد.